# Osvaldo Soriano
Osvaldo Soriano (Mar del Plata, 6 gennaio 1943 – Buenos Aires, 29 gennaio 1997) è stato un giornalista e scrittore argentino.

## Biografia
Figlio di Aracelis Lora Mora e Alberto Rafai, un catalano ispettore di Obras Sanitarias (l'azienda incaricata del servizio di acqua potabile in Argentina), passò la sua infanzia insieme alla famiglia girando per l'Argentina, di paese in paese per le diverse province, seguendo il destino lavorativo di suo padre. Questo ha ispirato i suoi romanzi “on the road”. Compiuti 26 anni, si trasferì nel 1969 da Tandil a Buenos Aires per entrare nella redazione della rivista “Primera Plana”.
Nel 1971 entrò a far parte della redazione del nascente quotidiano La Opinión, un giornale che intendeva rivolgersi alla borghesia liberale e di sinistra. Le vicende del giornale però si intrecciarono ben presto con quelle politiche e con il tentativo di eliminare dal giornale qualsiasi collaboratore di sinistra. Per sei mesi di seguito, a Soriano, che rimase al giornale fino al 1974, non fu concesso di pubblicare una sola riga. Fu in questo contesto che egli decise di scrivere dei racconti in cui ricostruiva la vita dell'attore inglese Stan Laurel. Quei racconti si trasformarono ben presto in un romanzo: Triste, solitario y final, una affettuosa e struggente parodia, ambientata a Los Angeles e con protagonista Philip Marlowe.
Nella città nordamericana Soriano si recò per la prima volta solo alcuni mesi dopo la pubblicazione del romanzo: visitò la tomba del grande attore e vi lasciò una copia del libro. Nel 1976, in seguito al colpo di Stato, Soriano abbandonò l'Argentina e si recò prima in Belgio e poi a Parigi, dove rimase fino al 1984. Al suo rientro a Buenos Aires la pubblicazione dei suoi libri lo portò al successo, non solo in Sudamerica, ma in tutto il mondo.
Morì il 29 gennaio del 1997 a Buenos Aires all'età di 54 anni, vittima di un cancro ai polmoni. Il giornale il manifesto, con cui Soriano aveva collaborato, il giorno della sua morte gli dedicò la prima pagina. È sepolto nel cimitero della Chacarita.

### Traduzioni e premi
I romanzi Triste, solitario y final, Mai più pene né oblio, Quartieri d'inverno e La resa del leone sono stati pubblicati in molti paesi, tradotti in varie lingue e venduti in milioni di copie. Lungo la sua carriera ottenne premi e riconoscimenti quali il “Raymond Chandler Award” e il “Carrasco Tapia” (della rivista "Análisis" de Cile), mentre in Argentina è stato premiato dalla fondazioni Konex e Quinquela Martín.

### Curiosità
- Amico di molti scrittori, Eduardo Galeano l'ospitò nel suo libro Splendori e miserie del gioco del calcio con un racconto.
- Era tifoso di calcio, tenendo per il club argentino San Lorenzo de Almagro
- Nel 2000, Il manifesto ha pubblicato un CD intitolato Fútbol ispirato ai testi di Soriano. Gli autori del cd sono Peppe Servillo, Javier Girotto e Natalio Mangalavite.[1]
- La Nazionale Italiana di Calcio Scrittori si chiama "Osvaldo Soriano Football Club" in onore dello scrittore argentino, grande amante del gioco del pallone e autore di celebri racconti sul calcio.

## Opere
- Triste, solitario y final (1973), Firenze, Vallecchi, 1974.
- Mai più pene né oblio (1979), Torino, Einaudi, 1979.
- Quartieri d'inverno (1981), Torino, Einaudi, 1981.
- Artisti, pazzi e criminali (1983), Milano, Rizzoli, 1986. ISBN 88-17-79009-5.
- La resa del leone (1986), Milano, Rizzoli, 1988. ISBN 88-17-67782-5.
- Ribelli, sognatori e fuggitivi (1987), Roma, Manifestolibri, 1991. ISBN 88-7285-003-7.
- Un'ombra ben presto sarai (1990), Torino, Einaudi, 1991. ISBN 88-06-12323-8.
- L'occhio della patria (1992), Torino, Einaudi, 1993. ISBN 88-06-13390-X.
- Pensare con i piedi (1994), Torino, Einaudi, 1995. ISBN 88-06-13645-3.
- L'ora senz'ombra (1995), Torino, Einaudi, 1996. ISBN 88-06-14157-0., Edizioni SUR, 2022 ISBN 9788869982873
- Pirati, fantasmi e dinosauri (1996), Torino, Einaudi, 1998. ISBN 88-06-14540-1.
- Fútbol. Storie di calcio, Torino, Einaudi, 1998. ISBN 88-06-14909-1. [raccolta di scritti presenti nelle precedenti opere che comprende anche il racconto lungo Memorie del Míster Peregrino Fernández. Il libro è stato pubblicato in Italia nel 1998].
- Al di là del mare, Milano, A. Mondadori, 1999. ISBN 88-04-46493-3.
- I racconti degli anni felici. 1974-1996, Torino, Einaudi, 2007. ISBN 978-88-06-19039-2.

## Film tratti dai suoi libri
- Piccola sporca guerra, regia di Héctor Olivera  (1983)
- Quartieri d'inverno, regia di Lautaro Murùa (1984)
- Das Autograph, regia di Peter Lilienthal (1984)
- Un'ombra ben presto sarai, regia di Héctor Olivera  (1994)
- The Longest Penalty Shot in the World, regia di Roberto Santiago (2005)